# Moiré boréal
Pour les articles homonymes, voir Moiré.
Erebia disa
Espèce
Le Moiré boréal (Erebia disa) est un lépidoptère appartenant à la famille des Nymphalidae, à la sous-famille des Satyrinae et au genre Erebia.

## Dénomination
Erebia disla est le nom donné par Carl Peter Thunberg en 1791.
Certains auteurs en font une sous-espèce du Moiré franconien Erebia medusa (Denis & Schiffermüller, 1775).

### Noms vernaculaires
Le Moiré Boréal se nomme Disa alpine en anglais.

### Sous-espèces
- Erebia disa festiva Warren, 1931 ;
- Erebia disa steckeri Holland, 1930 ;
- Erebia disa subarctica McDunnough, 1937[1].

## Description
Le Moiré boréal est un petit papillon, d'une envergure de 25 mm, marron foncé avec quatre ocelles cernés d'orange sur l'aile antérieure.
Son revers est identique avec au niveau des ailes postérieures une bande postmédiane brune.

### Chenille
Les œufs, jaunes mouchetés de brun, pondus isolément, donnent des chenilles couleur jaune verdâtre qui hivernent deux hivers de suite.
La chrysalide est brun clair.

## Biologie

### Période de vol et hivernation
Il hiverne au stade de chenille deux années de suite.
Il vole en juin juillet.

### Plantes hôtes
Les plantes hôtes des chenilles sont des graminées.

## Écologie et distribution
Le Moiré polaire est présent dans l'ensemble de la région Arctique, Scandinavie arctique, Sibérie arctique et côte de l'Alaska et du Yukon.

### Biotope
Le Moiré polaire est un papillon des tourbières et des prairies humides près des bois de bouleaux.

### Protection
Statut non connu.